# Ataxia
Ataxia (do grego ατάξις, sem coordenação), ou distaxia, é um transtorno neurológico caracterizado pela falta de coordenação de movimentos musculares voluntários e de equilíbrio. É normalmente associada a uma degeneração ou bloqueio de áreas específicas do cérebro e cerebelo.

## Classificação
- Ataxia cerebelar: Causada por danos às vias cerebelares, resultam na perda de coordenação motora e planejamento dos movimentos. Os sintomas dependem da área do cerebelo afetada.
- Ataxia vestibular: Causada por danos à via vestíbulo-ponto-cerebelar, resultam da perda de equilíbrio, gerando vertigem e náusea.
- Ataxia sensorial: Causada por danos às vias aferentes e posteriores, resultam da perda de propriocepção (percepção de si mesmo no espaço).

## Causas
Existem inúmeras causas para ataxias, podendo ocorrer de forma isolada ou simultânea, de forma aguda ou crônica.
- Malformação fetal;
- Sangramentos maternos;
- Hereditária;
- Traumatismo craniano;
- Demência vascular;
- Doença de Machado-Joseph;
- Toxinas (como metil mercúrio, produtos da biotransformação do benzeno);
- Drogas (inclusive abuso de álcool e maconha);[2]
- Hipotiroidismo;
- Encefalite;
- 30+ Greys de radiação;
- Deficiência de vitamina B12;
- Distúrbio na bomba de sódio-potássio;
- Hipersensibilidade a glúten.
- Doença de Hartnup
- Síndrome de Rett
- Parasitismo (Taenia Multiceps)

## Sinais e sintomas
O cerebelo é responsável por uma série de comandos centrais tendo papel de destaque na elaboração, aprendizagem e execução da motricidade. Os possíveis sintomas incluem:
- Disdiadococinesia: Dificuldade de realizar movimentos alternados.
- Tremor: Manifesta-se durante um movimento voluntário
- Dismetria: Erro na medida de movimentos
- Distasia: Dificuldade de manter-se em pé
- Disbasia: Dificuldade na marcha, marcha ebriosa
- Disartria: Dificuldade na fala, fala pastosa
- Nistagmo: Incoordenação do músculo do globo ocular.

## Tratamento
Depende da causa, mas frequentemente é apenas para reduzir os sintomas sem cura permanente. Terapia ocupacional e fisioterapia podem melhorar o funcionamento cotidiano e social. Diversos medicamentos podem reduzir os tremores em ataxias neurodegenerativas entre eles: idebenona, amantadina, fisostigmina, L-carnitina ou seus derivados, trimetoprim-sulfametoxazol, vigabatrina, fosfatidilcolina, acetazolamida, 4-aminopiridina, buspirona, e uma combinação de coenzima Q10 e vitamina E.